# Zygmunt Stęplewski
Zygmunt Bolesław Stęplewski (ur. 5 czerwca 1932 w Cisowie, zm. 5 maja 2018) – polski epidemiolog, prof. dr hab. n. med.

## Życiorys
Zygmunt Stęplewski urodził się w 1932. Pełnił m.in. funkcję kierownika Katedry i Zakładu Medycyny Środowiskowej i Zapobiegawczej Śląskiej Akademii Medycznej w Katowicach. Posiadał stopień doktora habilitowanego (rozprawa doktorska Wrażliwość neuronów jądra olbrzymiokomórkowego myszy na wzrost temperatury, 1971, pod kierunkiem Mieczysława Krausego; rozprawa habilitacyjna Wpływ układu nerwowego na odporność komórkową w czasie stresu i po jego ustąpieniu u szczurów, 1987), a 29 grudnia 1998 uzyskał tytuł naukowy profesora nauk medycznych. Zmarł 5 maja 2018, pochowany w Parku Pamięci w Rudzie Śląskiej.

## Odznaczenia i wyróżnienia
- Złoty Krzyż Zasługi[2]
- Brązowy Medal „Za zasługi dla obronności kraju"[2]
- Order Honorowy „Laur 50-lecia ŚAM”[2]
- Złota i Srebrna odznaka „Zasłużony w rozwoju województwa katowickiego”[2]
- Medal Komisji Edukacji Narodowej[2]
- Medal 40-lecia PRL
- Odznaka „Za wzorową pracę w służbie zdrowia”[2]
- Krzyż Kawalerski Orderu Odrodzenia Polski[2]